# Irreversible (película)
Irreversible (Irréversible, en francés, y tipografiado como IЯЯƎVƎЯSIBLƎ en los afiches) es una película francesa dramática de 2002 escrita y dirigida por el cineasta argentino Gaspar Noé y protagonizada por Monica Bellucci, Vincent Cassel y Albert Dupontel. La banda sonora de toda la película está montada por Thomas Bangalter, miembro del dúo francés de french house denominado Daft Punk. 
La película, contada en orden cronológico inverso, narra la búsqueda emprendida por dos hombres, Marcus y Pierre, quienes desean vengar la brutal violación de Alex, novia de Marcus y exnovia de Pierre. La historia transcurre en París, en el lapso de un día y una noche, y consta de trece secciones de diferente duración. Las primeras escenas se caracterizan por mostrar muchas imágenes en rápida sucesión y movimientos caóticos de cámara, y a medida que avanza la historia las mismas van haciéndose cada vez más pausadas.
El film causó polémica por lo explícito de una escena de asesinato y otra de una violación. Desde su estreno la cinta ha estado envuelta en controversia, con una gran cantidad de defensores y detractores. Actualmente se la considera como una película de culto.

## Argumento
Irreversible presenta trece escenas distribuidas en una línea cronológica inversa. En el comienzo de la película, dos hombres conversan en un pequeño apartamento. Uno de ellos, el «Carnicero», es el protagonista de la anterior película de Gaspar Noé, titulada Seul contre tous. En un monólogo bajo los efectos del alcohol, el Carnicero revela que fue arrestado por tener sexo con su hija. Tras afirmar que el tiempo lo destruye todo, deja al espectador algunas reflexiones filosóficas. Unos gritos fuera del apartamento interrumpen la escena. A continuación, aparece un club nocturno homosexual sadomasoquista llamado Rectum. Allí, Marcus es sacado del local en camilla, con el brazo roto y Pierre es sacado bajo arresto por la policía. En las escenas siguientes se ve cómo ambos hombres llegaron al club en busca de alguien apodado Le Tenia («El Tenia»). Marcus encuentra a El Tenia drogándose con otro hombre e inicia una pelea con este último, quien en la trifulca le rompe el brazo y se prepara para violarlo. Pero en ese momento interviene Pierre en defensa de Marcus, golpeando al otro hombre con un extintor, aplastándole el cráneo hasta matarlo. Este asesinato se muestra claramente a la cámara y es una de las dos escenas controvertidas de la película.
En una sucesión de escenas posteriores se puede ver que Marcus y Pierre buscaban frenéticamente a El Tenia para lo cual interrogaron a varias prostitutas. Al parecer, su objetivo es la venganza por violación de una persona. Los conducen hasta una prostituta transexual llamada Concha (Jara-Millo), que identifica al Tenia, mientras Marcus intenta cortarle el cuello con una pieza de vidrio roto. Concha también revela que el violador probablemente sea encontrado en el club nocturno Rectum.
En la escena siguiente Pierre es interrogado por la policía, sobre lo que vio. Luego de ello un matón callejero llamado Mourad (Mourad Khimaand) y su amigo Layde (Hellal) le ofrecen a Marcus ayudarlo por dinero para que Marcus pueda vengarse en vez de dejar el asunto a la policía.
Retrocediendo unos minutos en el tiempo, Pierre y Marcus salen de un edificio y notan que está la policía, cuando ven que Alex, la novia de Marcus, es sacada en camilla, en coma, con el rostro destruido a golpes.
Poco antes, Alex sale de un edificio y debe cruzar una avenida para tomar un taxi. Comienza a hacerlo a través de un paso subterráneo y se encuentra con un hombre. Al ver a Alex, El Tenia deja a la prostituta y asalta a Alex, para violarla brutalmente y luego destruir su cara con patadas, golpes de puño e impactos contra el suelo. La violación es cruda, y es la otra escena controvertida de la película, mostrada en una sola toma de nueve minutos sin cortes. Después de verla, se hace evidente que Marcus y Pierre mataron al hombre equivocado, pues el Tenia era el otro hombre que estaba junto al que enfrentaron y mataron.
Después se muestran los hechos que precedieron al evento. Aparecen Alex, Marcus y Pierre en una fiesta. Al parecer, los novios están divididos porque él consume mucha cocaína y alcohol públicamente. Los hechos que ocurrieron antes en el tiempo revelan las verdaderas divisiones entre los dos hombres: Alex dejó a Pierre, un formal y sexualmente reservado profesor de filosofía, por Marcus, más liberado y sexualmente desinhibido. En la última escena se muestra a Alex y Marcus levantándose de la cama y preparándose para la fiesta, con Alex descubriendo que está embarazada, mientras Marcus sale a comprar vino.
La película termina con una imagen de Alex (leyendo Un experimento con el tiempo de J. W. Dunne) y rodeada de niños, en un parque. De fondo se oye el segundo movimiento de la 7ª Sinfonía de Beethoven, dando paso a un efecto estroboscópico y a un sonido de rugido que evoca al que se produce cuando el rollo de cinta se sale del proyector. Al final aparece escrita la frase: LE TEMPS DETRUIT TOUT (El tiempo destruye todo), la misma frase pronunciada al comienzo.

## Reparto
| Intérprete      | Personaje |
| --------------- | --------- |
| Monica Bellucci | Alex      |
| Vincent Cassel  | Marcus    |
| Albert Dupontel | Pierre    |
| Jo Prestia      | La Tenia  |
| Mourad Khimaand | Mourad    |
| Hellal          | Layde     |
| Jara-Millo      | Concha    |
| Philippe Nahon  | L'Homme   |

## Producción
Irréversible fue rodada usando un proceso de filmación de 16mm en pantalla ancha. Muchas escenas fueron filmadas con múltiples tomas que fueron invisiblemente editadas juntas usando un proceso digital, creando la ilusión que la escena es filmada toda en una sola toma, sin cortes o ediciones, como la escena de la violación, representada en una sencilla y no interrumpida escena, comprendida en nueve minutos. Aunque el pene puede ser visto después de la violación, este fue, más tarde, añadido digitalmente en una edición con imagen generada por computadora. Otro ejemplo es la escena en donde Pierre golpea con un extintor a un hombre hasta la muerte, aplastando su cráneo. Se emplearon gráficos computarizados para mejorar los resultados, ya que el montaje inicial, que usaba un muñeco de látex convencional, resultaba poco convincente.
La película también usa sonidos de frecuencia extremadamente baja durante los primeros treinta minutos para crear un estado de desorientación y malestar en la audiencia (apenas se puede sentir en el pecho), incluyendo la escena de violación de nueve minutos. Esta sensación podría no sentirse al ver la película en un reproductor doméstico en lugar de en una sala de cine.

## Críticas

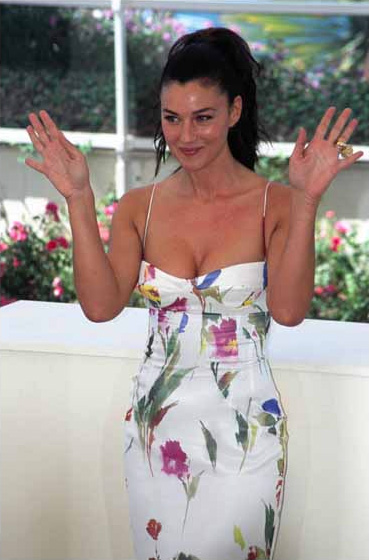
Monica Bellucci, protagonista de la película, durante la presentación de Irreversible en el Festival de Cannes de 2002.

La película recibió críticas ampliamente divididas. Actualmente, mantiene 56% de aprobación en Rotten Tomatoes, con una calificación regular de 5.7/10 y el consenso crítico es: «Aunque fue bien filmada, Irréversible se siente gratuito en su extrema violencia». Ha existido controversia sobre las intenciones y los métodos de esta película. Algunos críticos consideran que es una película contra la violación o la venganza, pero se preguntan si se estaba explotando o no el asunto al presentar imágenes tan explícitas. El crítico de cine Roger Ebert ha sostenido que la estructura del film es inherentemente moral, porque al presentar la venganza antes de los actos que la inspiran, los espectadores están forzados a asimilarla primero y luego a pensar más profundamente acerca de sus implicaciones.
Aunque es una tesis que se queda sin sustento al analizar uno a uno los personajes y percibir con gran asombro como el exnovio de Alex,  de nombre Pierre, aparece al comienzo del filme masacrando al falso violador, cuando en el transcurso del 90% de la película que después veremos, este es retratado por ésta y por su novio Marcus como un intelectual que mucho habla y actúa poco. Marcus por el contrario es estigmatizado como el hombre sexual y cara de primate, con una actuación desbocada, sensual y agresiva desde el mismo momento que llegan a la fiesta que desencadena los hechos. Así, Pierre el hombre tranquilo, pausado, que no quiere irse de juerga y que no actúa violentamente es el que destroza con un extintor el rostro del falso violador.
Otros han indicado cómo el orden de la película se usa para otros fines junto con el de examinar las implicaciones morales de la venganza. Por ejemplo, el de eliminar cualquier tensión que pudiera provocar desarrollo más usado comúnmente, en que el espectador podría estar preocupado por saber si los protagonistas lograron el éxito o no en su venganza.[cita requerida]
La escena de violación ha sido criticada duramente por su crudeza y por la mezcla de violencia y sexo. Sin embargo, hay que señalar que Noé eligió deliberadamente mantener estática la cámara durante toda la escena con la intención de evitar que el ataque pudiera tener connotaciones eróticas. Como con otras obras controvertidas, hay quienes consideran que el argumento y las imágenes son deliberadamente chocantes para provocar críticas y crear publicidad gratuita. Otro punto de vista sobre la estética del film es que Noé busca constantemente incomodar al espectador. Ya sea con la música con un dejo de aturdimiento, con los movimientos rotativos continuos de la cámara, con la narración al revés de la historia, o con el origen explícito de sus escenas. Mucha gente toma esto como una ofensa, o un gran defecto de la película, cuando para otros, es simplemente, una forma de narración, distinta y cruda, para contar una realidad mundana.
En Nueva Zelanda no se permitió su distribución en videocinta.